# 864
864 (DCCCLXIV) fue un año bisiesto comenzado en sábado del calendario juliano, en vigor en aquella fecha.

## Acontecimientos
- Los búlgaros se convierten al cristianismo.
- Edicto de Pistres: Carlos el Calvo impone medidas contra los vikingos.
- Luis II el Joven marcha en combate hacia Roma, pero al enfermarse, decide hacer la paz con el papa.
- Orso I Participazio se convierte en dux de Venecia.
- Alfonso III de Asturias conquista Oporto y termina el dominio musulmán en la región del Duero.[1]
- Primera referencia escrita del castillo de Devín, cuando Luis el Germánico sitia al príncipe Ratislav I de la Gran Moravia.

## Fallecimientos
- 13 de septiembre - Pietro Tradonico, dux de Venecia.
- Laura de Córdoba, mártir hispanocristiana.
- Conrado I, duque de Borgoña.
- Yahya ben Muhámmad, emir idrísida.
- Ragnar Lodbrok, rey semilegendario de Suecia y Dinamarca.